# Avilés
Avilés [aβiˈles] ist die drittgrößte Stadt in Asturien.
An der Mündung des Alvares, des Ästuars von Avilés (Ría de Avilés), westlich des Cape-Felsens liegt ein wichtiger Seehafen und ein Industriegebiet. In der Stadt befinden sich einige bekannte Strände.

## Geografie
Die Gemeinde Avilés ist in sechs Parroquias unterteilt:
| - Avilés - Corros - Entreviñas | - San Xuan de Nieva - Miranda - Navarro |

Nachbargemeinden von Avilés sind La Carriona, Llaranes, Miranda, San Cristóbal und Villalegre.

## Geschichte
Der Fund zweier Äxte ist der bisher einzige Hinweis darauf, dass es hier in prähistorischer Zeit bereits eine menschliche Bevölkerung gab.

### Mittelalter
Das älteste bekannteste Schriftstück ist eine Urkunde aus dem Jahre 905, in der der asturische König Alfonso III. bestätigt, dass er die Stadt Abilies (= Avilés) samt zweier Kirchen dem Dom zu Oviedo schenkt.
Im Mittelalter befand sich hier einer der wichtigsten Häfen im Golf von Biscaya, der hauptsächlich dem Handel mit Frankreich diente. Während dieser Zeit gab es hier zwei Stadtteile: Ein Fischerviertel mit dem Namen Sabugo sowie ein aristokratisches Zentrum mit dem Namen La Villa. Die Stadtteile waren durch einen Fluss voneinander getrennt.

### Neuzeit
Ein Teil der Flussmündung wurde im 19. Jahrhundert begradigt, um die Verbindung beider Stadtteile zu ermöglichen. Danach expandierte die Stadt auch außerhalb der Stadtmauer, die mittlerweile abgerissen worden war.
Im 20. Jahrhundert wuchs die Stadt bedingt durch die Ansiedlung der Schwerindustrie in der Region sehr schnell. 1950 ließ das Instituto Nacional de Industria (INI) ein großes Stahlwerk, die Empresa Nacional Siderúrgica S.A. (ENSIDESA), samt einer Kokerei bauen. Für die Arbeiter und ihre Familien wurden Werkssiedlungen gebaut, unter anderem der Stadtteil Llanares.
2019 wurden die Kokerei und die Betriebe zur Weiterverarbeitung ihrer Nebenprodukte stillgelegt.
Heutzutage versucht man, in Avilés neue Industrien anzusiedeln, da Asturien als Bergbauregion keine Zukunft mehr hat und alternative Arbeitsplätze geschaffen werden müssen.

## Bevölkerungsentwicklung

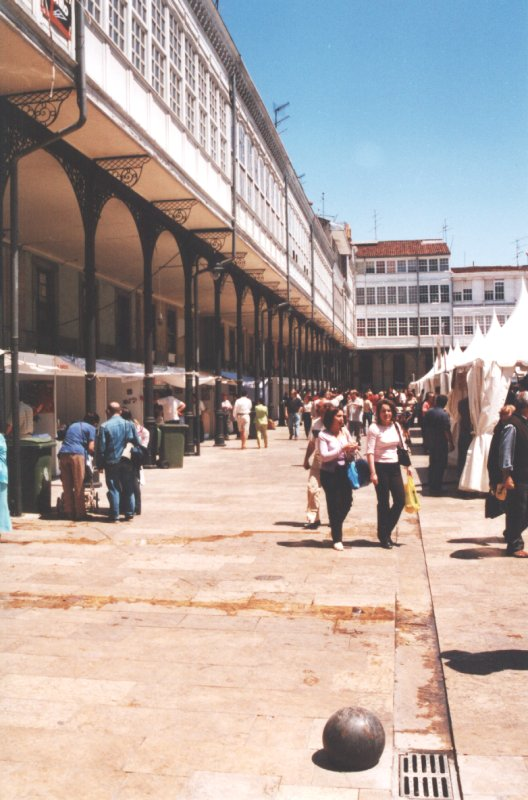
Markt von Avilés (Hermanos Orbón)

|                                                                                            |
| Quelle: Instituto Nacional de Estadística de España – grafische Aufarbeitung für Wikipedia |

## Architektur

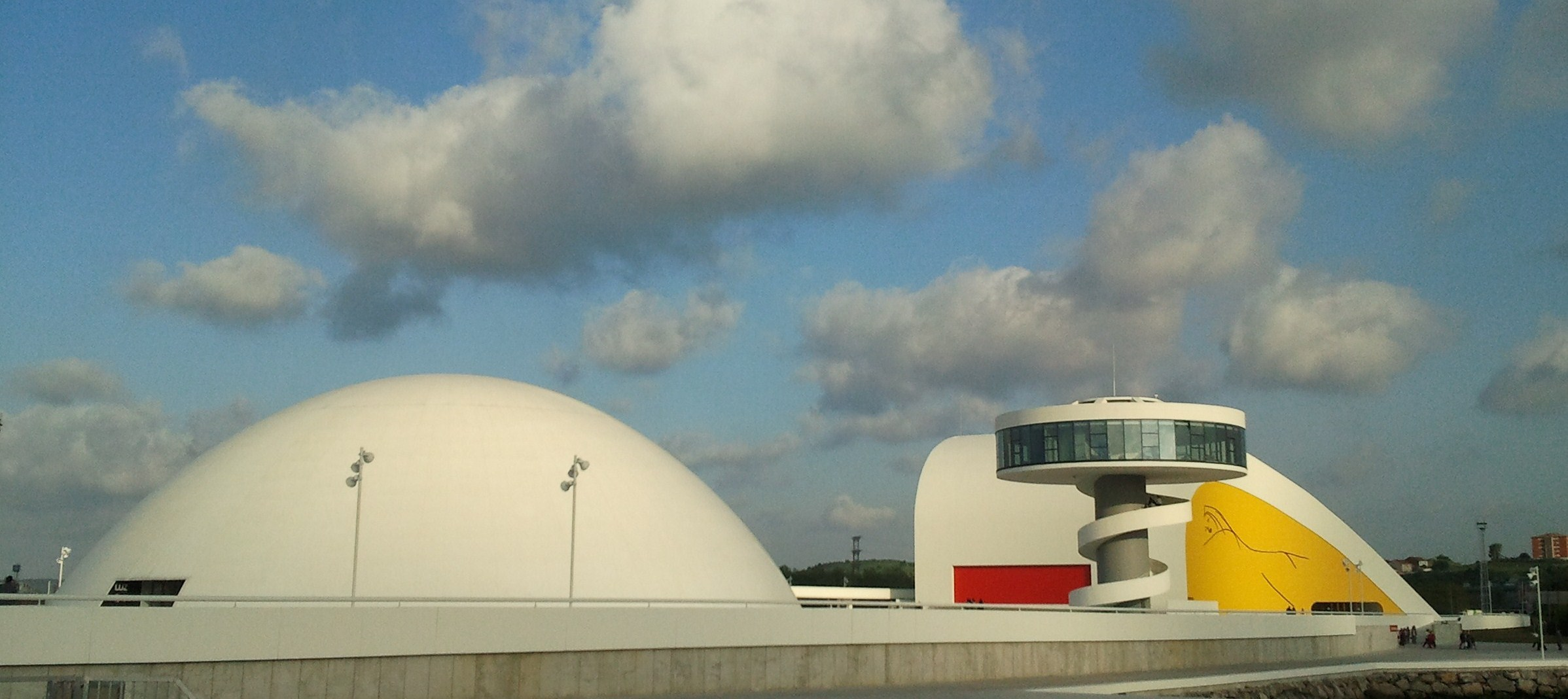
Centro Niemeyer

Zu den Sehenswürdigkeiten zählen die Kirchen Santo Tomás de Canterbury und San Nicolás de Bari (beide aus dem 13. Jahrhundert). Die Namen weisen auf den Einfluss des Handels im Mittelalter hin. Aus dem 14. Jahrhundert stammt die Grab Kapelle der los Alas.
Bürgerliche Baudenkmäler sind der Barockpalast Camposagrado und das 2011 eröffnete Oscar-Niemeyer-Kulturzentrum.

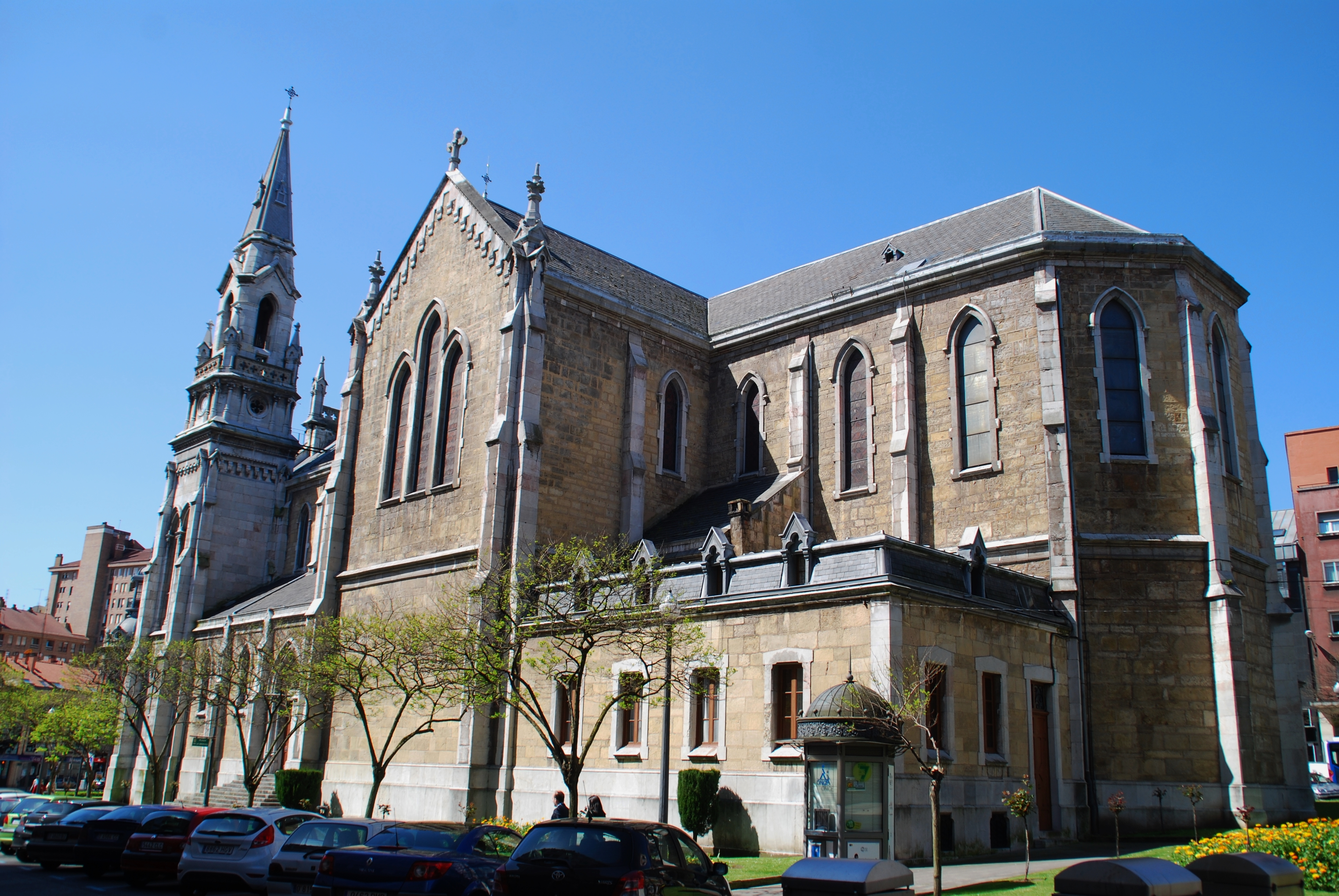
S. Tomás de Cantorbery

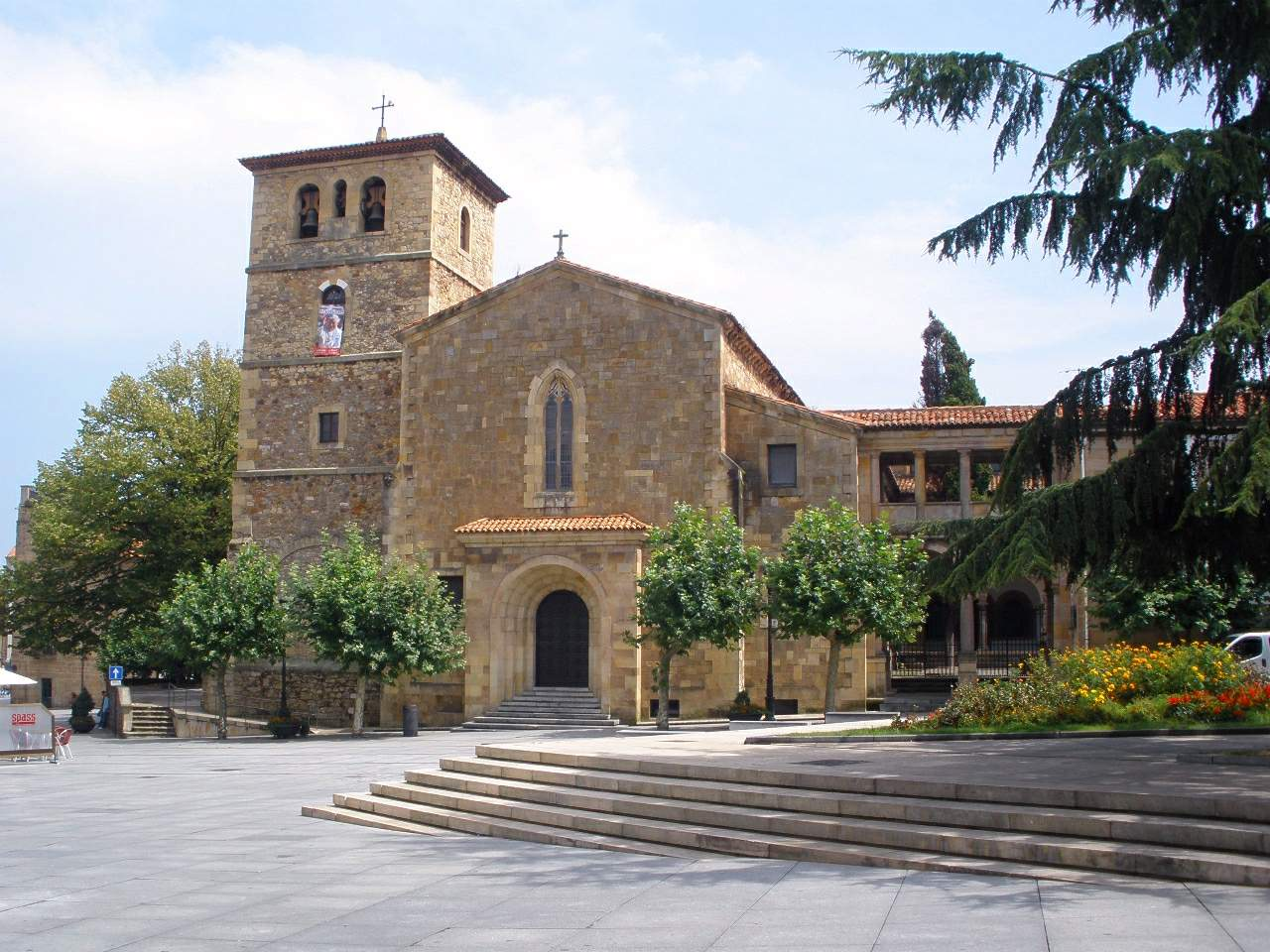
Kirche San Nicolás de Bari

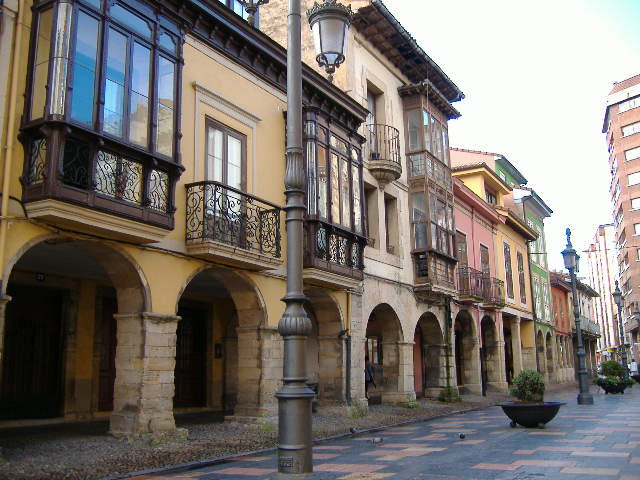
Galiana-Straße (Avilés)

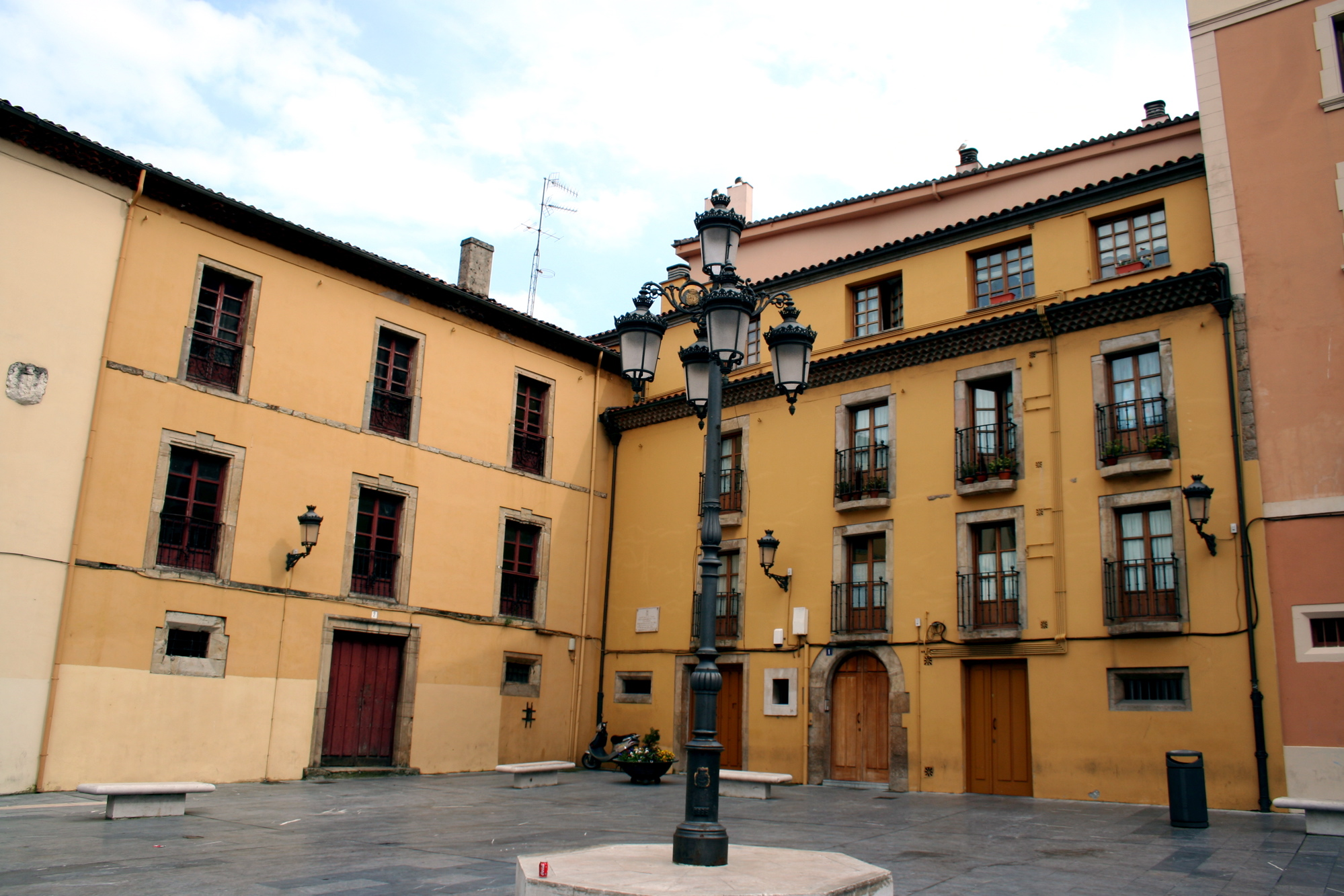
Carlos-Lobo-Platz

## Regelmäßige Veranstaltungen
- Interkeltisches Festival: Das interkeltische Festivalie ist die größte Kulturveranstaltung der Stadt. Es handelt sich um ein Konzert mit keltischer Musik, das nicht nur von Einheimischen, sondern auch von Briten und Iren besucht wird.
- Antroxu: Karnevalveranstaltung
- Bollu-Fest: Bollu ist ein traditionelles Gebäck aus der Region
- St. Agustin Fest:

## Politik
Die 25 Sitze des Gemeinderates verteilten sich nach den Wahlen seit 1979 jeweils wie folgt:
| Sitzverteilung im Gemeinderat von Avilés | Sitzverteilung im Gemeinderat von Avilés | Sitzverteilung im Gemeinderat von Avilés | Sitzverteilung im Gemeinderat von Avilés | Sitzverteilung im Gemeinderat von Avilés | Sitzverteilung im Gemeinderat von Avilés | Sitzverteilung im Gemeinderat von Avilés | Sitzverteilung im Gemeinderat von Avilés | Sitzverteilung im Gemeinderat von Avilés | Sitzverteilung im Gemeinderat von Avilés | Sitzverteilung im Gemeinderat von Avilés |
| ---------------------------------------- | ---------------------------------------- | ---------------------------------------- | ---------------------------------------- | ---------------------------------------- | ---------------------------------------- | ---------------------------------------- | ---------------------------------------- | ---------------------------------------- | ---------------------------------------- | ---------------------------------------- |
| Partei                                   | 1979                                     | 1983                                     | 1987                                     | 1991                                     | 1995                                     | 1999                                     | 2003                                     | 2007                                     | 2011                                     | 2015                                     |
| PSOE                                     | 10                                       | 17                                       | 10                                       | 12                                       | 9                                        | 12                                       | 10                                       | 11                                       | 10                                       | 8                                        |
| PP                                       |                                          | 6                                        | 5                                        | 7                                        | 11                                       | 8                                        | 10                                       | 8                                        | 6                                        | 6                                        |
| IU                                       | 4                                        | 2                                        | 4                                        | 5                                        | 5                                        | 4                                        | 4                                        | 2                                        | 3                                        | 3                                        |
| UCD/CDS                                  | 11                                       |                                          | 6                                        | 1                                        |                                          |                                          |                                          |                                          |                                          |                                          |
| URAS / URAS-PAS                          |                                          |                                          |                                          |                                          |                                          | 1                                        |                                          |                                          |                                          |                                          |
| ASIA                                     |                                          |                                          |                                          |                                          |                                          |                                          | 1                                        | 4                                        |                                          |                                          |
| FAC                                      |                                          |                                          |                                          |                                          |                                          |                                          |                                          |                                          | 6                                        |                                          |
| Somos Aviles                             |                                          |                                          |                                          |                                          |                                          |                                          |                                          |                                          |                                          | 5                                        |
| C´s                                      |                                          |                                          |                                          |                                          |                                          |                                          |                                          |                                          |                                          | 2                                        |
| Ganemos                                  |                                          |                                          |                                          |                                          |                                          |                                          |                                          |                                          |                                          | 1                                        |
| Total                                    | 25                                       | 25                                       | 25                                       | 25                                       | 25                                       | 25                                       | 25                                       | 25                                       | 25                                       | 25                                       |

## Wirtschaft
| Ackerbau, Viehzucht und Fischerei                                                                            | 413    | 1,40 %  |
| Industrie | 5.787  | 19,56 % |
| Bauwirtschaft                                                                                                | 3.479  | 11,76 % |
| Dienstleistungsbetriebe                                                                                      | 19.904 | 67,28 % |
| Daten aus dem Statistischen Amt für Wirtschaftliche Entwicklung in Asturien, Stand 2009 (PDF; 115 kB), SADEI |        |         |

## Verkehr
An die südlich verlaufende Autobahn Autovía A-8 ist Avilés über den Zubringer AI-81 angebunden.
Durch Avilés verlaufen die Eisenbahnen Ferrol–Gijón (Meterspur; in West-Ost-Richtung) und San Juan de Nieva–Villabona de Asturias (iberische Spur; in Nord-Süd-Richtung).
Der Flughafen Asturias befindet sich 9 km westlich.

## Klima
In Avilés herrscht atlantisches Klima. Im Sommer gibt es viel Sonne, aber auch viel Regen, während die Winter eher kalt sind. Im Winter kann es gelegentlich Schneefall an den Küsten geben. Im Vergleich zu den meisten anderen spanischen Regionen fallen in Asturien viele Niederschläge. Die Badesaison am kantabrischen Meer endet wetterbedingt meist Ende September / Anfang Oktober.

## Städtepartnerschaften
- St. Augustine (Florida, USA)
- Saint-Nazaire (Pays de la Loire, Frankreich)
- Cárdenas (Kuba)
- El Aaiún (Westsahara)

## Söhne und Töchter der Stadt
- Pedro Menéndez de Avilés (1519–1574), im 16. Jahrhundert erster Gouverneur von Florida
- Juan Carreño de Miranda (1614–1685), Maler
- Benjamín Orbón (1877–1944), Pianist, Komponist und Musikpädagoge
- Julián Orbón (1925–1991), kubanischer Komponist
- Manuel Antonio García (* 1948), Radrennfahrer
- Jorge Guerricaechevarría (* 1964), Drehbuchautor
- Alfonso Menéndez (* 1966), Bogenschütze
- Susana Solís Pérez (* 1971), Ingenieurin und Politikerin
- Olaya Argüeso (* 1975), Journalistin
- Esteban Suárez (* 1975), Fußballspieler
- Sergio Fernández González (* 1977), Fußballspieler
- Yago Lamela (1977–2014), Weitspringer
- Rubén Garabaya (* 1978), Handballspieler
- David Álvarez Aguirre (* 1984), äquatorialguineischer Fußballspieler
- Sergio Aido (* 1988), Pokerspieler
- Sergio Álvarez (* 1992), Fußballspieler
- Alejandro Costoya Rodríguez (* 1993), Handballspieler
- Adrián Fernández Clemente (* 1994), Handballspieler
- Abel Serdio Guntín (* 1994), Handballspieler
- Olaya Enrique (* 2005), Fußballspielerin

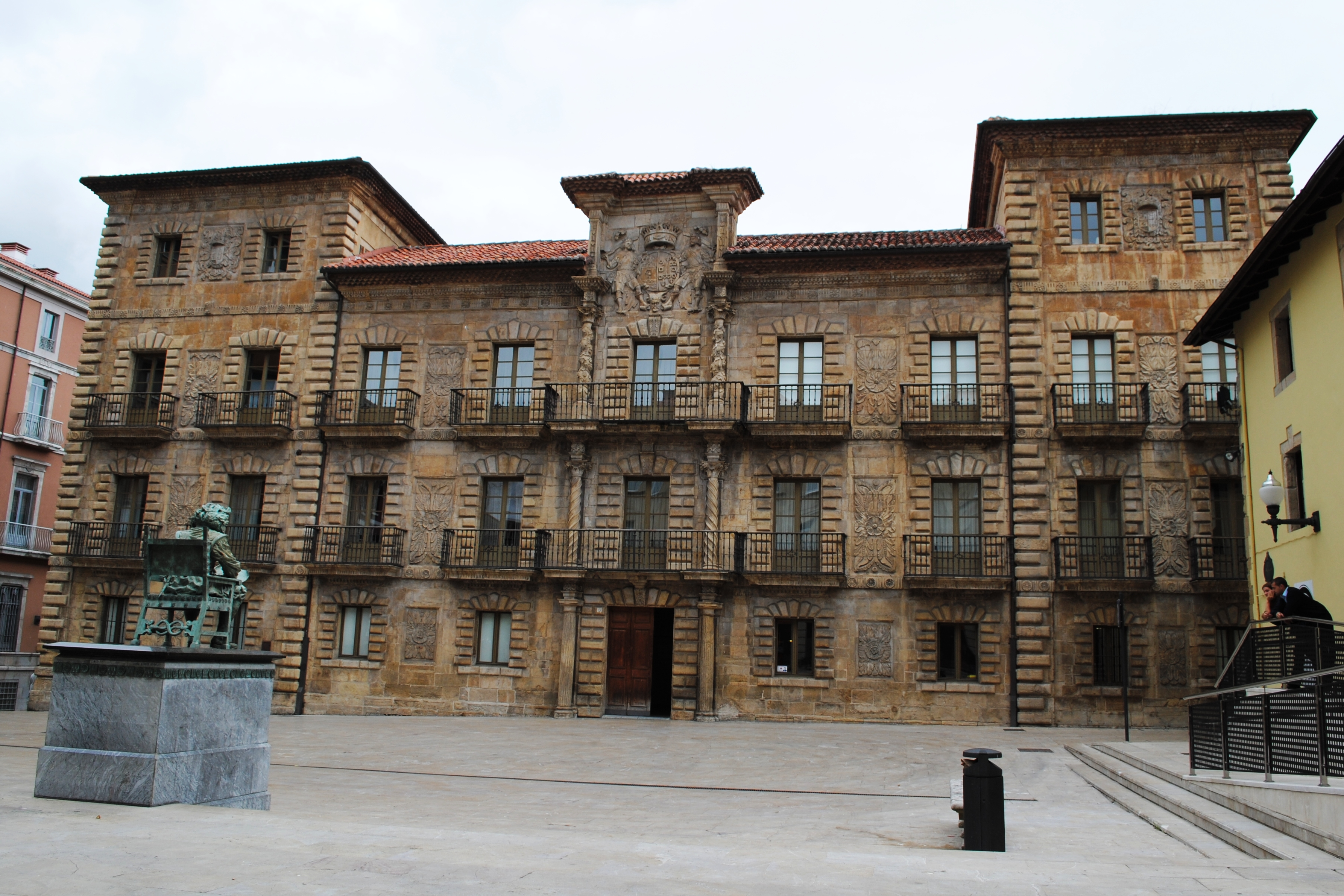
Palacio Camposagrado
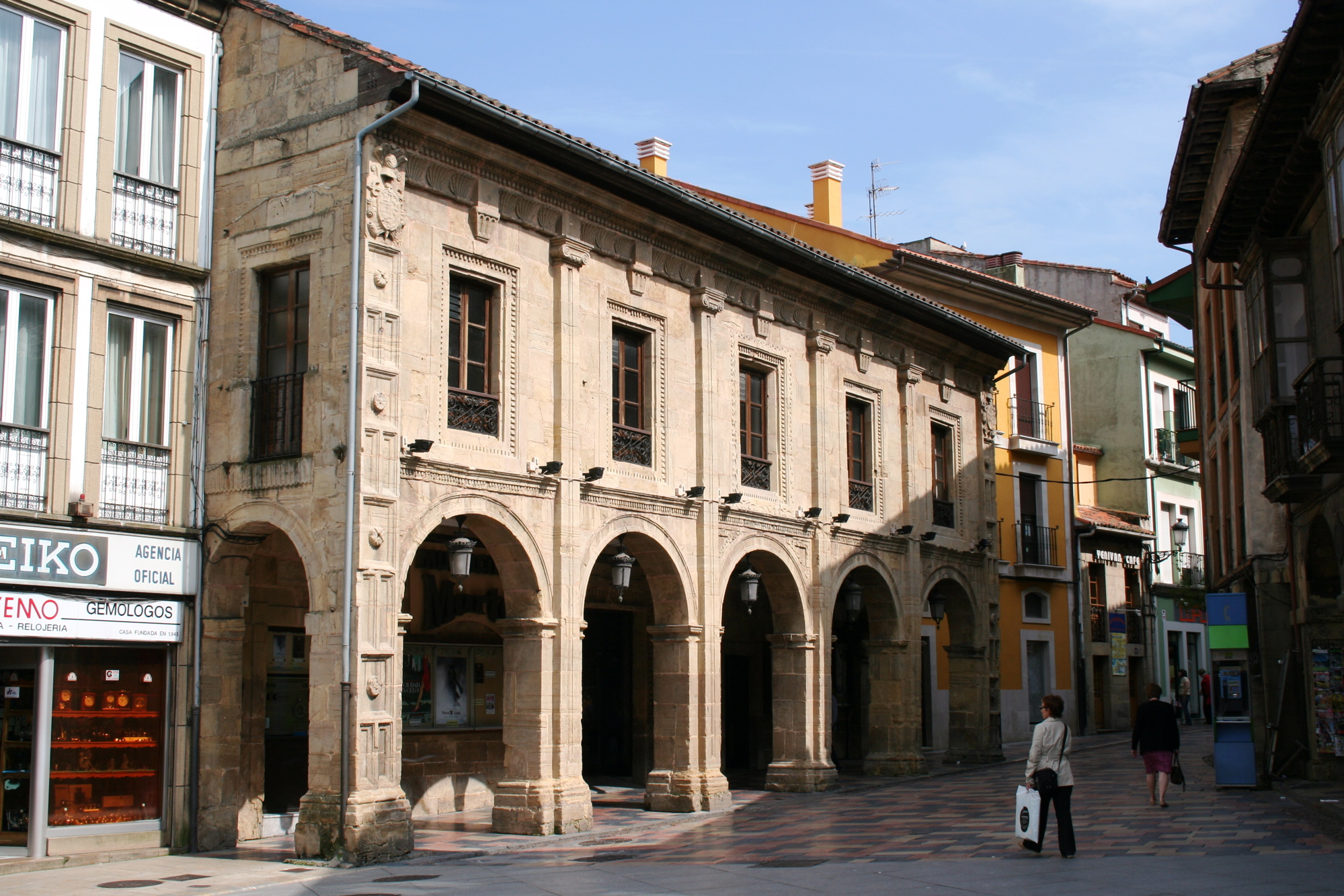
Palacio Llano Ponte
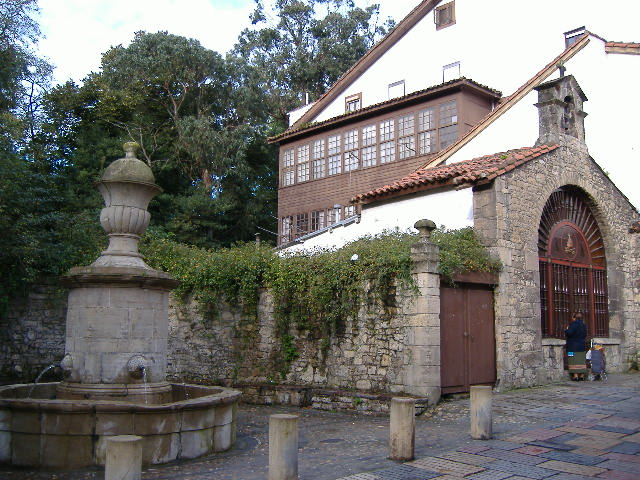
Kapelle und Quelle Rivero
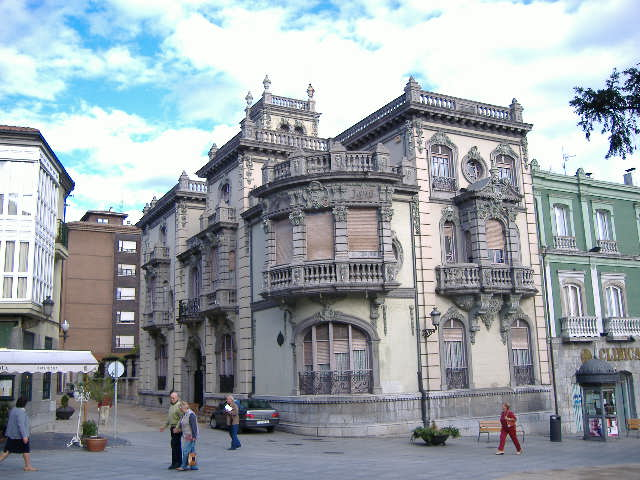
Palacio de Balsera
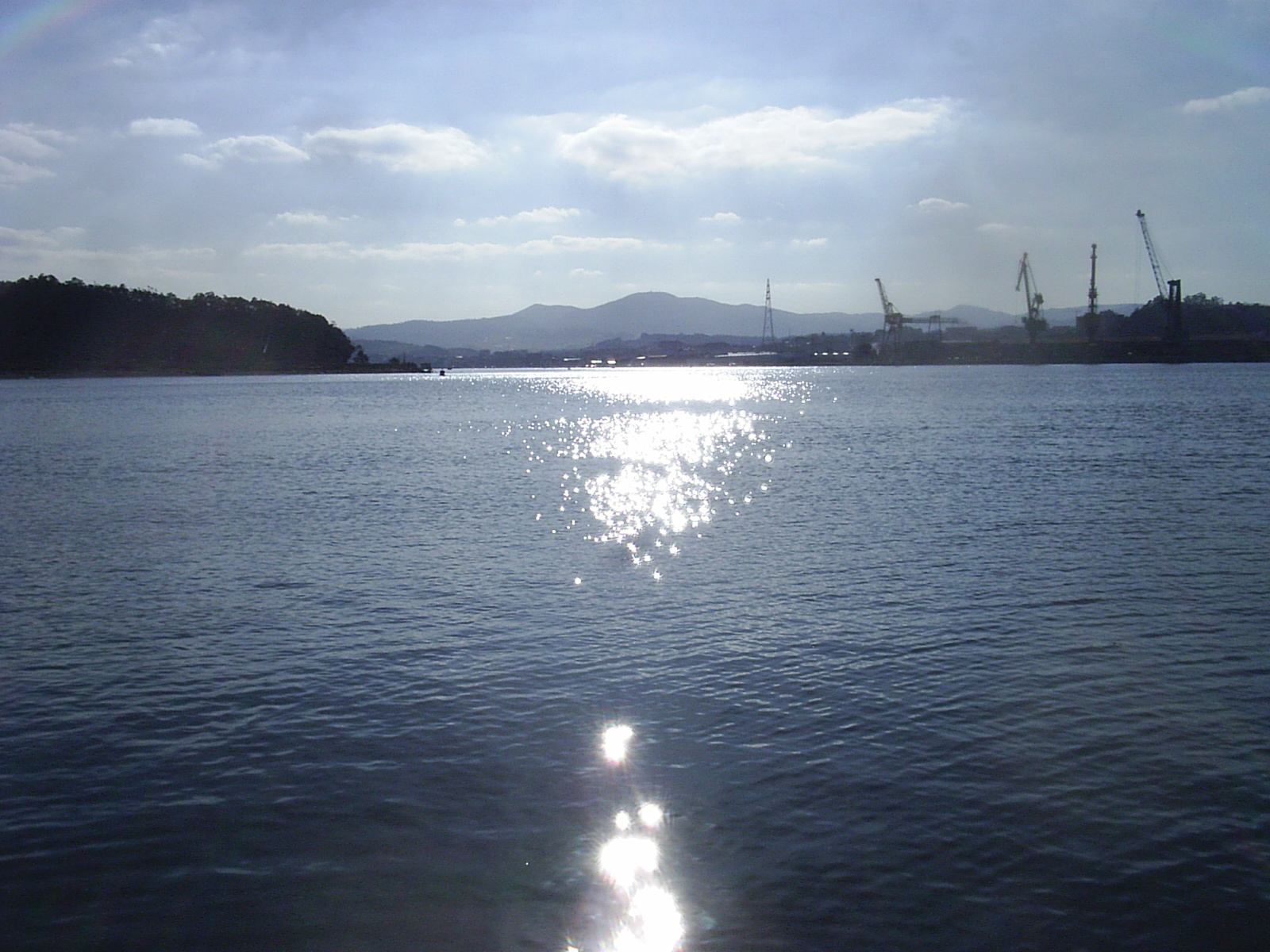
Ría de Avilés